# Frankenia adpressa
Frankenia adpressa är en frankeniaväxtart som beskrevs av Victor Samuel Summerhayes. Frankenia adpressa ingår i släktet frankenior, och familjen frankeniaväxter. Inga underarter finns listade i Catalogue of Life.